# 山名義豊
山名 義豊（やまな よしとよ）は、江戸時代の旗本、歌人。
大身旗本で交代寄合の山名豊政の子。旗本として書院番を務める。飛鳥井雅章の門人で、妹婿の本多重世に師事し2万5千首を詠んだといわれているが、伝わっていない。江戸の武家の歌人の私撰集の編纂を発意した。しかしその夢は存命中には果たせず、従弟の戸田茂睡が遺志を継ぎ「鳥の迹」として編纂した。なお、全830首のうちの3割以上が彼の歌が占めている。子孫は300俵の旗本として存続した。